# 三灶岛侵华日军罪行遗迹
三灶岛侵华日军罪行遗迹位于广东省珠海市金湾区三灶镇，包括万人坟、千人坟、慰安所、日文摩崖石刻、碉堡等遗址，1983年被列为广东省文物保护单位，2013年被列为第七批全国重点文物保护单位，2015年被列入国家级抗战纪念设施、遗址名录。

## 万人坟
三灶岛万人坟位于三灶镇圣堂村竹沥的山坡，是1938年侵华日军三灶大屠杀殉难者的墓地。原墓位于三灶镇茅田村，由三灶华侨和港澳同胞在1948年集资修建。原墓由坟墓、牌坊和纪念碑组成，占地约500平米。1969年，当地政府对万人坟进行了重修。1979年，万人坟被迁至竹沥的山坡重建，除了坟墓、纪念碑和牌坊外，还增建了两座凉亭，占地面积扩充到约1万平方米。纪念碑高6米，为砖石混凝土结构，上书“三灶岛三*一三死难同胞纪念碑”。牌坊为混凝土结构，对联书“日伪凶狂血洒人间千载愤，中华抗暴气贯山河万古存”，横额书“悲恨长天”。:81-82

## 千人坟

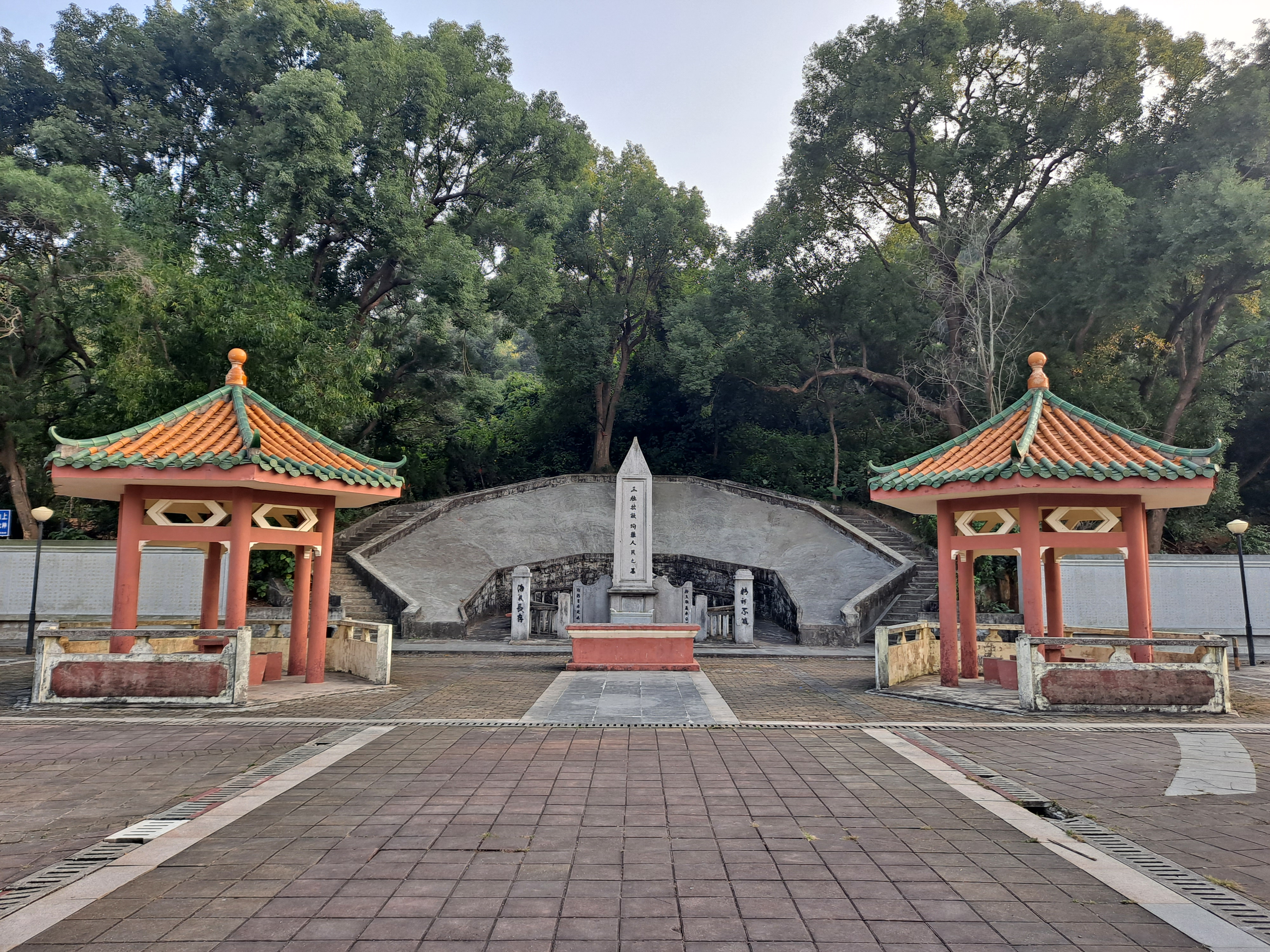
三灶岛千人坟

三灶岛千人坟位于三灶镇三灶社区鱼弄三居民小组西公仔山西北脚，是1938年侵华日军三灶大屠杀鱼弄村殉难者的墓地。三灶大屠杀期间，日军血洗鱼弄村，将抓来的386名村民用麻绳捆绑，铁丝穿掌，五人一串，十人一排推进大土坑机枪扫射屠杀。:170
千人坟由鱼弄村华侨和港澳同胞1949年集资修建。千人坟由坟墓、纪念碑、祭台、栏杆组成，1982年增建了两座凉亭，占地约900平方米。纪念碑为5米高砖石混凝土方形结构，正面阳文楷书写着“三灶抗敌殉难人民之墓”，两侧写着“杀身成仁”、“舍生取义”。:82

## 慰安所

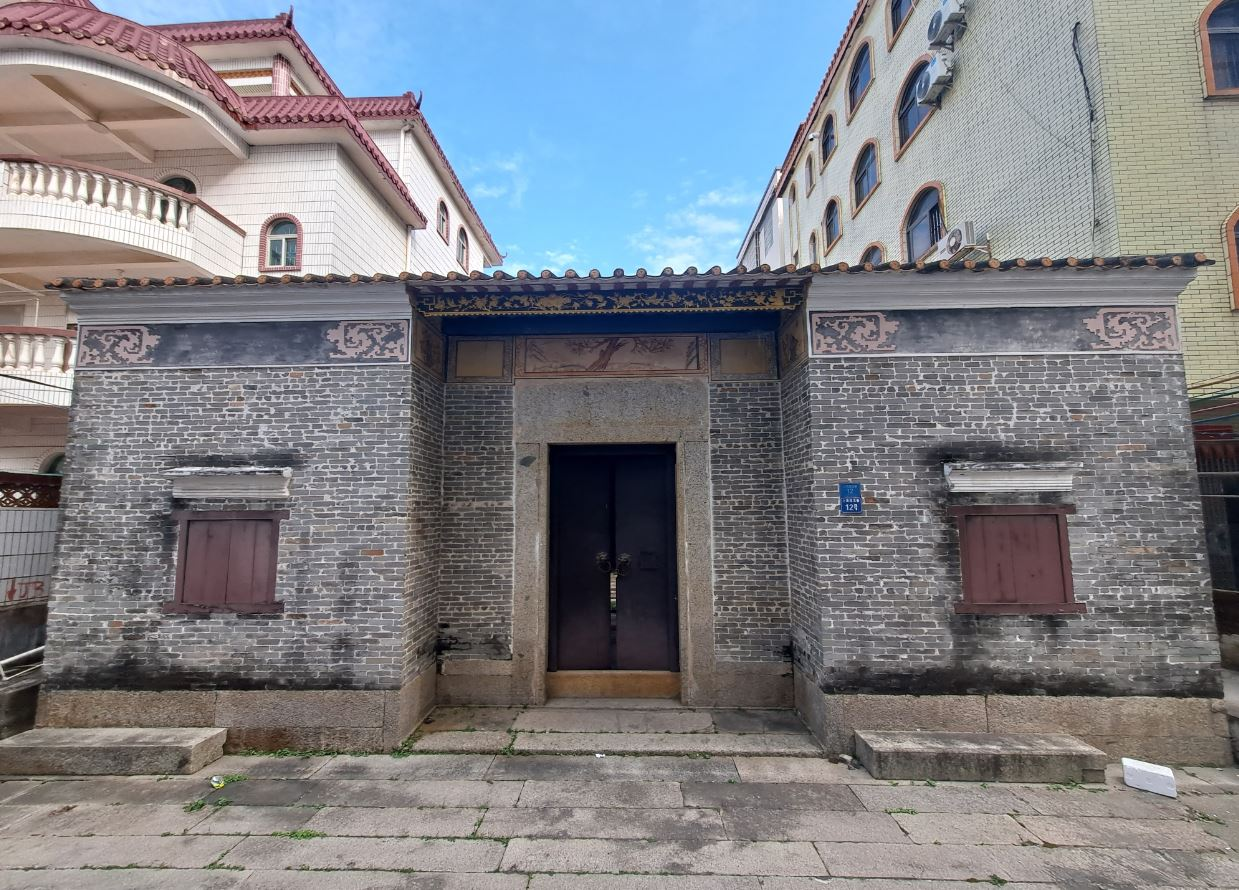
三灶岛慰安所

三灶慰安所遗址位于三灶镇海澄村上表村民小组上表路五巷12号。日军占领三灶后，在上表村和莲塘村开设日军慰安所。上表村用上电灯后，慰安所被集中在上表村，公开的名称为“军人集会所”。日军借口上表村有人私藏枪支谋反将全村男人杀害，后又捣毁全村房屋，仅留“阅报书社”和几间民房作为慰安所。慰安所由一个为日军供应军需的“福大公司”经营。据为慰安所做防疫工作的钟泉老人讲述有四批慰安妇先后来到三灶。第一批为10名台湾人；第二批为9名广州人；第三批为10名韩国人；第四批是10名香港人。:113-115

## 兴亚国民学校
兴亚第一国民学校遗址位于三灶镇中心村中兴小学内，现存两根正方形麻石门柱，其中一根上刻有“兴亚第一国民小学”。
兴亚第二国民学校遗址位于海澄村莲塘村民小组海澄小学内。这两所学校1938年4月由侵华日军在三灶岛开办。
“兴亚国民第一学校”用于来自日本冲绳县农业移民的子女教育。“兴亚国民第二学校”用于对三灶当地中国儿童的皇民化教育。“兴亚国民第二学校”首任校长由汉奸汤聘臣担任，第二任校长是日军驻三灶警备司令稻泽纹治。教务主任先后由台湾人利焕吕和罗时雍担任。:105-107。 

## 日文摩崖
三灶日文摩崖位于三灶镇海澄村上表村民小组轿顶山脊，是侵华日军为44名死去的日本人而刻的摩崖文字。

## 碉堡、弹药库
三灶侵华日军碉堡遗址分布在三灶镇 海澄村正表村民小组观音山南坡半山腰、鱼月村定家湾村民小组横栏山山顶、中心村委会轿顶山、海澄村委会畔山御海小区。
弹药库遗址位于海澄村金海滩路与涌金路交界的涌口山下。